# Сан Пиетро Мусолино
Сан Пиѐтро Мусолѝно (на италиански: San Pietro Mussolino; на венециански: San Piero Musolin, Сан Пиеро Мусолин) е село и община в Северна Италия, провинция Виченца, регион Венето. Разположено е на 270 m надморска височина. Населението на общината е 1625 души (към 2015 г.).